# Vogrie House

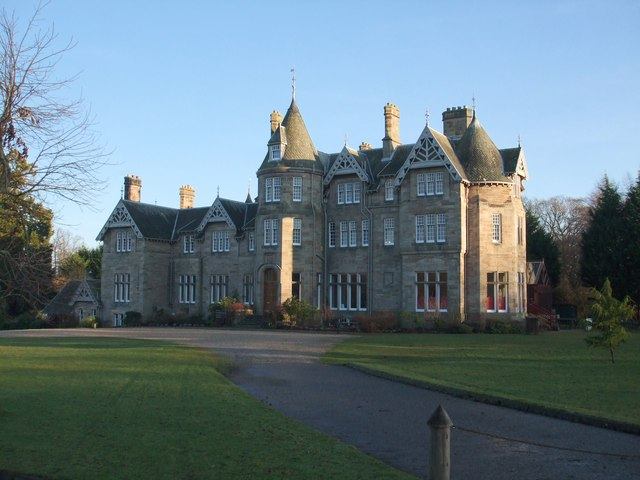
Vogrie House

Vogrie House ist ein Herrenhaus nahe der schottischen Ortschaft Pathhead in der Council Area Midlothian. 1979 wurde das Bauwerk in die schottischen Denkmallisten in der höchsten Kategorie A aufgenommen.

## Geschichte
Der Name Vogrie leitet sich ab von gälisch Bhog Chrioch („sumpfiges Grenzland“) und wurde erstmals 1337 erwähnt. Später zur Baronie Crichton gehörig, erwarb im Jahre 1719 James Dewar die Ländereien, dessen Nachkommen bis heute Teile halten. In den 1750er Jahren erwarb die Familie außerdem die Ländereien des angrenzenden Stobbs, welche reich an Bodenschätzen waren. Unter anderem wurde dort bis 1938 Kohle abgebaut. Die ausschweifenden Parkanlagen wurden im frühen 19. Jahrhundert angelegt.
Das heutige Vogrie House entstand im Jahre 1876 nach Plänen des aus Perth stammenden Architekten Andrew Heiton. James Cumming Dewar war der letzte Dewar, der das Herrenhaus bewohnte. Nach seinem Tod 1908 veräußerte seine Witwe das Haus im Jahre 1928. Es ging an ein Edinburgher Krankenhaus über, das dort eine Pflegeanstalt für Nervenleiden einrichtete. Ab 1963 nutzte das britische Militär Vogrie House als Kommunikationsstützpunkt für den Kalten Krieg. Später war dort ein Polizeistützpunkt untergebracht. Derzeit ist Vogrie House das Hauptquartier des Midlothian Ranger Service. Die Parkanlage wurde 1980 für den Publikumsverkehr geöffnet.

## Beschreibung
Das im historisierenden Scottish-Baronial-Stil gestaltete Vogrie House liegt inmitten einer ausgedehnten Parkanlage rund 1,5 km südwestlich von Pathhead. Seine Ländereien grenzen im Norden an jene von Oxenfoord Castle an. Im Westen begrenzt sie der Tyne. Vogrie House besteht aus Sandstein, der zu einem Schichtenmauerwerk verarbeitet wurde. Die nordwestexponierte Frontseite des zwei- bis dreistöckigen Herrenhauses ist asymmetrisch gestaltet. Markant sind der etwa mittig hervortretende Eingangsturm mit Kegeldach sowie die auffällig ornamentierten Holzarbeiten an den überhängenden Giebeln.